# Ventosilla y Tejadilla
Ventosilla y Tejadilla è un comune spagnolo di 51 abitanti situato nella comunità autonoma di Castiglia e León.